# Super Ligue chinoise de tennis de table
La Super Ligue chinoise de tennis de table (China Table Tennis Super League, CTTSL) est la première division de tennis de table de l'Association chinoise de tennis de table.

## Histoire
Depuis la réforme nationale du sport en 1994, des clubs de tennis de table ont été créés en Chine et la première compétition des clubs chinois de tennis de table a eu lieu à Guangdong en décembre 1995. En 1999, lors de la Conférence nationale de travail des entraîneurs de tennis de table tenue à Hefei, l'Association chinoise de tennis de table réforme la A-League et la remplace par la Super League chinoise de tennis de table.
Au fil des ans, le format évolue. En 2025, 3 étapes qualificatives auront lieu entre juin et septembre. La finale se tiendra à Nanjing du 26 au 28 décembre.

## Palmarès

### Ligue Masculine
| Saison                                                                            | Champion                                 | Equipe championne                                                             | Vice-champion          | Troisième                                    |
| --------------------------------------------------------------------------------- | ---------------------------------------- | ----------------------------------------------------------------------------- | ---------------------- | -------------------------------------------- |
| 2024                                                                              | Shandong Weiqiao TTC (3)                 | Wang Chuqin, Liang Jingkun, Lin Yun-ju, Zhou Qihao, Yu Ziyang, Huang Youzheng | Huangshi TTC           | Shantou Mingrun TTC Shanghai Zhongxing TTC   |
| 2023                                                                              | Shandong Luneng TTC (6)                  | Ma Long, Xu Yingbin, Yuan Licen, Liu Dingshuo, Yan An                         | Shandong Weiqiao TTC   | Shanghai Zhongxing TTC Shantou Mingrun TTC   |
| 2022                                                                              | Shandong Luneng TTC (5)                  | Ma Long, Xu Yingbin, Yuan Licen, Liu Dingshuo, Yan An, Quan Kaiyuan           | Shanghai Zhongxing TTC | Shandong Weiqiao TTC Huangshi TTC            |
| 2021                                                                              | Shandong Weiqiao TTC (2)                 | Liang Jingkun, Zhou Qihao, Zhou Yu, Liu Dingshuo, Yu Ziyang                   | Shandong Luneng TTC    | Shanghai Zhongxing TTC Shantou Mingrun TTC   |
| 2020                                                                              | Shandong Luneng TTC (4)                  | Ma Long, Wang Chuqin, Fang Bo, Yan An, Xu Yingbin                             | Shandong Weiqiao TTC   | Shanghai Zhongxing TTC Shantou Mingrun TTC   |
| 2018/2019                                                                         | Tianjin TTC                              | Lin Gaoyuan, Fang Bo, Ma Te, Zhu Linfeng, Ren Hao                             | Shanghai Zhongxing TTC | Shandong Luneng TTC Bayi Dashang TTC         |
| 2017/2018                                                                         | Shandong Weiqiao TTC                     | Lin Gaoyuan, Yan An, Xue Fei, Ng Pak Nam, Xia Yizheng                         | Bayi Dashang TTC       | Shandong Luneng TTC                          |
| 2016                                                                              | Bayi Dashang TTC                         | Fan Zhendong, Zhou Yu, Zhou Kai, Xu Chenhao, Song Xu                          | Bazhou Hairun TTC      | Shanghai Zhongxing TTC Shandong Weiqiao TTC  |
| 2015                                                                              | Ningbo Haitian TTC                       | Ma Long, Yan An, Lin Gaoyuan, Lu Xiang                                        | Bayi Dashang TTC       | Shandong Luneng TTC Shandong Weiqiao TTC     |
| 2014                                                                              | Shandong Luneng TTC (3)                  | Zhang Jike, Timo Boll, Fang Bo, Hao Shuai, Wu Hao, Wei Shihao, Liu Dingshuo   | Jiangsu Zhongchao TTC  | Ningbo Haitian TTC Bayi Dashang TTC          |
| 2013                                                                              | Ningbo Haitian TTC                       | Ma Long, Yan An, Lin Gaoyuan, Joo Sae-hyuk                                    | Shanghai Zhongxing TTC | Bayi Dashang TTC Shandong Luneng TTC         |
| 2012                                                                              | Ningbo Haitian TTC                       | Ma Long, Yan An, Joo Sae-hyuk, Zhai Yiming                                    | Shanghai Zhongxing TTC | Tianjin TTC Shandong Luneng TTC              |
| 2011                                                                              | Zheshang Bank Team                       | Ma Lin, Timo Boll, Hao Shuai, Xu Hui, Kazuhiro Chan                           | Bazhou Hairun TTC      | Shandong Luneng TTC Bayi Dashang TTC         |
| 2010                                                                              | Shandong Luneng TTC (2)                  | Zhang Jike, Zhang Chao, Joo Sae-hyuk, Fang Bo                                 | Bayi Dashang TTC       | Ningbo Haitian TTC Zheshang Bank Team        |
| 2009                                                                              | Ningbo Haitian TTC                       | Ma Long, Tang Peng, Chuang Chih-Yuan, Wu Hao, Cui Qinglei                     | Zheshang Bank Team     | Shandong Luneng TTC Shanghai Zhongxing TTC   |
| 2008                                                                              | Shanghai Zhongxing TTC                   | Wang Liqin, Xu Xin, Ko Lai Chak, Zhang Yang, Gao Xin                          | Zheshang Bank Team     | Ningbo Haitian TTC Shandong Luneng TTC       |
| 2007                                                                              | Ningbo Haitian TTC                       | Ma Lin, Li Ching, Liu Yang                                                    | Zheshang Bank Team     | Sichuan Changhong TTC                        |
| 2006                                                                              | Shaanxi Yinhe Guoliang TTC               | Ma Lin, Hao Shuai, Ko Lai Chak, Yang Zi                                       | Bayi Dashang TTC       | Shandong Luneng TTC                          |
| 2005                                                                              | Shaanxi Yinhe Guoliang TTC               | Ma Lin, Hao Shuai, Wenguan Johnny Huang, Ko Lai Chak, Song Qian               | Shandong Luneng TTC    | Beijing First Brigade TTC                    |
| 2003/04                                                                           | Guangdong TTC                            | Ma Lin, Zhang Chao, Tan Ruiwu, Ling Weichao                                   | Shandong Luneng TTC    | Shaanxi Yinhe Guoliang TTC                   |
| 2002                                                                              | Shandong Luneng TTC                      | Ma Lin, Liu Guozheng, Guo Keli, Zhang Yong                                    | Guangdong TTC          | Heilongjiang TTC                             |
| 2000/01                                                                           | Bayi Dashang TTC                         | Liu Guoliang, Wang Hao, Ma Lin, Wang Tao                                      | Shanghai Zhongxing TTC | Shandong Luneng TTC                          |
| 1999                                                                              | Heilongjiang TTC                         | Kong Linghui, Wang Fei, Zhang Yong, Zhang Peng                                | Shanghai Zhongxing TTC | Bayi Dashang TTC Suzhou Printing Factory TTC |
| La League One est rebaptisé Super Ligue chinoise de tennis de table               |                                          |                                                                               |                        |                                              |
| 1998                                                                              | Bayi Industrial and Commercial Bank Team | Liu Guoliang, Wang Tao                                                        |                        |                                              |
| La compétition nationale des clubs de tennis de table est rebaptisé La League One |                                          |                                                                               |                        |                                              |
| 1997                                                                              | Heilongjiang Golden Sun Star Team        | Kong Linghui                                                                  |                        |                                              |
| 1996                                                                              | Shanghai Volkswagen Team                 | Wang Liqin                                                                    |                        |                                              |
| 1995                                                                              | Heilongjiang Yafeng Team                 | Kong Linghui                                                                  |                        |                                              |

### Ligue Féminine
| Saison    | Champion               | Equipe championne                                                        | Vice-champion          | Troisième |
| --------- | ---------------------- | ------------------------------------------------------------------------ | ---------------------- | --------- |
| 2024      | Shandong Luneng TTC    | Wang Manyu, Chen Xingtong, Qian Tianyi                                   | Université de Shenzhen |           |
| 2023      | Université de Shenzhen | Sun Yingsha, Chen Meng, Kuai Man, Yang Huijing                           |                        |           |
| 2022      | Shandong Luneng TTC    | Wang Manyu, Chen Xingtong, Qian Tianyi, Fan Siqi, Wang Tianyi, Xu Yi     |                        |           |
| 2021      | Shandong Luneng TTC    | Chen Meng, Wang Manyu, Chen Xingtong, Qian Tianyi, Fan Siqi, Wang Tianyi |                        |           |
| 2020      | Université de Shenzhen | Chen Meng, Sun Yingsha, Wang Yidi, Li Jiayi, Huang Yuanqi                |                        |           |
| 2018-2019 | Shandong Luneng TTC    | Wang Manyu, Chen Xingtong, Liu Gaoyang, Gu Ruochen, Fan Siqi, Liu Fei    |                        |           |
| 2017      | Wuhan Anxin 100% Team  | Liu Shiwen, Feng Yalan, Liu Gaoyang, Zhang Rui, Rao Jingwen              |                        |           |
| 2016      | Wuhan Anxin 100% Team  | Liu Shiwen, Feng Yalan, Liu Gaoyang, Zhang Rui, Rao Jingwen              |                        |           |
| 2015      | Beijing Shougang       | Ding Ning, Feng Yalan , Wen Jia, Sheng Dandan, Li Jiayuan                |                        |           |
| 2014      | Shandong Luneng TTC    |                                                                          |                        |           |

## Équipes

### Ligue Masculine
2025  : 
- Shandong Luneng TTC –  Sora Matsushima, Xu Yingbin, Yuan Licen, Liu Dingshuo, Yan An
- Shanghai Zhongxing TTC – Fan Zhendong, Zhou Kai, Xu Xin, Zhao Zihao, Sun Zheng
- Huangshi TTC – Lin Shidong, Xiang Peng,  Xue Fei, Liu Guancheng, Huang Xunan
- Shandong Weiqiao TTC – Wang Chuqin, Liang Jingkun,  Lin Yun-ju, Zhou Qihao, Yu Ziyang, Huang Youzheng
- Shijiazhuang Shangtai TTC - Liang Yanning, Zhou Yu, Tao Yuchang, Ning Xiankun
- Shantou Mingrun TTC – Lin Gaoyuan, Xu Haidong, Chen Yuanyu
- TTC du Sichuan – Wong Chun Ting, Sun Wen, Chen Junsong, Yan Sheng
- Anhui Zhongcheg TTC – Wen Ruibo, Izaac Quek, Ning Xiankun, Niu Guankai, Tao Yuchang
- Jiangsu Zhongchao TTC –  Oh Jun-Sung, Zhao Zhaoyan, Lin Chen, Sun Jiayi, Yang Shuo, Quan Kaiyuan
- Guangdong Chenjing TTC - Wang Yang, Chan Baldwin, Fei Junhang, Ao Hualei, Zhou Yu

2024 : 
- Shandong Luneng TTC – Ma Long, Xu Yingbin, Yuan Licen, Liu Dingshuo, Yan An
- Shanghai Zhongxing TTC – Fan Zhendong, Zhou Kai, Xu Xin, Zhao Zihao, Sun Zheng
- Huangshi TTC – Xiang Peng, Lin Shidong, Xue Fei, Wei Shihao
- Shandong Weiqiao TTC – Wang Chuqin, Liang Jingkun, Lin Yun-ju, Zhou Qihao, Yu Ziyang, Huang Youzheng
- Shijiazhuang Shangtai TTC - Liang Yanning, Zhou Yu, Tao Yuchang, Ning Xiankun
- Shantou Mingrun TTC – Lin Gaoyuan, Xu Haidong, Chen Yuanyu, Li Yijie
- TTC du Sichuan – Wong Chun Ting, Sun Wen, Leng Dapeng, Yan Sheng, Zhu Linfeng, Cao Wei
- Shenzhen Baoan TTC – An Jae-hyun, Xu Chenhao, Niu Guankai, Liu Yebo, Cheng Jingqi
- Jiangsu Zhongchao TTC – Sora Matsushima, Zhao Zhaoyan, Lin Chen, Sun Jiayi, Yang Shuo, Quan Kaiyuan

2023 : 
- Shandong Luneng TTC – Ma Long, Xu Yingbin, Yuan Licen, Liu Dingshuo, Yan An
- Shanghai Zhongxing TTC – Fan Zhendong, Zhou Kai, Xu Xin, Zhao Zihao, Sun Zheng
- Huangshi TTC – Xiang Peng, Lin Shidong, Xue Fei, Wei Shihao
- Shandong Weiqiao TTC – Wang Chuqin, Liang Jingkun, Zhou Qihao, Yu Ziyang
- Groupe sportif Lexuan TTC – Truls Möregårdh, Liang Yanning, Zhou Yu, Gao Yang, Sai Linwei
- Shantou Mingrun TTC – Lin Gaoyuan, Xu Haidong, Ma Te, Li Yijie
- TTC du Sichuan – Sun Wen, Leng Dapeng, Yan Sheng, Zhu Linfeng, Cao Wei
- Shenzhen Baoan TTC – Xu Chenhao, Niu Guankai, Liu Yebo, Cheng Jingqi
- Jiangsu Zhongchao TTC – Zhao Zhaoyan, Lin Chen, Sun Jiayi, Yang Shuo, Quan Kaiyuan

## Les joueurs étrangers

### Ligue Masculine
- Biélorussie: Vladimir Samsonov (2006)
- Belgique: Jean-Michel Saive (2006)
- Taipei chinois: Chuang Chih-yuan (2006, 2009–2010, 2013–2014), Chiang Peng-lung (2000/01–2002, 2005–2006) Lin Yun-ju (2024)
- Danemark: Michael Maze (2005)
- Allemagne: Timo Boll (2005–2006, 2011, 2013–2014), Dimitrij Ovtcharov (2013–2014)
- Japon: Jun Mizutani (2008, 2010–2011), Kōji Matsushita (2005), Sora Matsushima (2024)
- Roumanie: Adrian Crișan (2006)
- Corée du Sud: Joo Se-hyuk (2003/04–2006, 2009–2014), Oh Sang-eun (2005–2006, 2008, 2010), Ryu Seung-min (2000/01, 2005–2006), Lee Jung-woo (2006), An Jae-hyun (2024)
- Suède: Jörgen Persson (2002, 2012), Truls Möregårdh (2023)

### Ligue féminine
- Taipei chinois: Cheng I-ching (2013–2014), Huang Yi-hua (2002)
- Croatie: Tamara Boroš (2006)
- Japon: Ai Fukuhara (2005–2006, 2010–2011), An Konishi (2000/01–2005), Yuka Nishii (2002), Miu Hirano (2016)
- Corée du Nord: Ri Myong-sun (2014)
- Corée du Sud: Kim Kyung-ah (2009–2011)
- États-Unis: Ariel Hsing (2014)